# Xerez Deportivo Fútbol Club
Xerez Deportivo Fútbol Club é um clube de futebol espanhol, sediado na cidade de Jerez de la Frontera, na Andaluzia. Fundado em 2013, disputa atualmente a Tercera División (quarta divisão espanhola).

## História
Em junho de 2013, o presidente do Xerez CD, Joaquín Morales, anuncia que iria vender o clube por questões financeiras. Inconformados com a situação, torcedores dos Azulinos decidiram fundar o Xerez Deportivo FC pouco tempo depois, e Morales venderia o Xerez CD a Ricardo García, que também pretendia colocar a outra equipe da cidade, o Jerez Industrial, à venda.
O grupo "Salvemos al Xerez" realizou uma sessão especial chamada "Asamblea Xerecista", com os torcedores votando se o novo clube deveria jogar a temporada 2013–14 ou não. A maioria votou favoravelmente à participação do Xerez Deportivo (689 torcedores, ou 75,79% do total). 201 votos foram contra e 10 se abstiveram. Com a aprovação, o Xerez Deportivo faria sua estreia no futebol, disputando a oitava divisão.
Entre 2013 e 2016, foram 3 acessos consecutivos, e o ponto alto foi na temporada 2017–18, quando foi promovido para a Tercera División, o quarto nível do futebol espanhol. - na temporada de estreia, disputou pela primeira vez um jogo fora do território andaluz, quando enfrentou o Ceuta e venceram por 3 a 0, em pleno estádio Alfonso Murube. No final, brigou por uma vaga nos play-offs de acesso, e embora ficasse empatado em pontos com o Algeciras, foi eliminado no confronto direto (na partida realizada no primeiro turno, o Algeciras venceu por 1 a 0, e houve empate sem gols no segundo jogo), e na classificação geral terminou 20 pontos à frente do Xerez CF (77 a 57). Adrián Gallardo foi o artilheiro da equipe, com 17 gols.	

## Estádio
Manda suas partidas no Estádio Municipal de Chapín (também usado pelo Xerez CD - este último, em rodízio com outros estádios), com capacidade para 20.523 torcedores.

## Elenco
- Atualizado até Setembro de 2019

Nota: Bandeiras indicam equipe nacional, conforme definido pelas regras de elegibilidade da FIFA. Os jogadores podem ter mais de uma nacionalidade não-FIFA.
| N.º |         | Posição | Jogador        |
| --- | ------- | ------- | -------------- |
| 1   | Espanha | G       | Camacho        |
| 13  | Espanha | G       | Hector Pizana  |
| 25  | Espanha | G       | Borja          |
| 2   | Espanha | D       | Marcelo        |
| 3   | Espanha | D       | Fran Ávila     |
| 4   | Espanha | D       | Adri Rodríguez |
| 5   | Espanha | D       | Toboso         |
| 14  | Espanha | D       | Jesús López    |
| 15  | Espanha | D       | Alain          |
| 18  | Nigéria | D       | Ikwu           |
| 20  | Nigéria | D       | Edet           |

| N.º |           | Posição | Jogador        |
| --- | --------- | ------- | -------------- |
| 6   | Espanha   | M       | Álex Colorado  |
| 7   | Espanha   | M       | Jacobo         |
| 8   | Espanha   | M       | Astray         |
| 10  | Espanha   | M       | Bello ()       |
| 17  | Espanha   | M       | Zafra          |
| 21  | Espanha   | M       | Sergio Narváez |
| 22  | Espanha   | M       | Goma           |
| 9   | Argentina | A       | Kevin          |
| 11  | Espanha   | A       | Javi Casares   |
| 19  | Espanha   | A       | Amín           |
| 23  | Espanha   | A       | Pepe           |

## Títulos
- Segunda Provincial da Andaluzia: 1 (2013–14)
- Tercera Andaluza: 1 (2014–15)
- Segunda Andaluza: 1 (2015–16)
- División de Honor: 1 (2017–18)

## Links
- Site oficial (em castelhano)